# Pico de la Portelleta

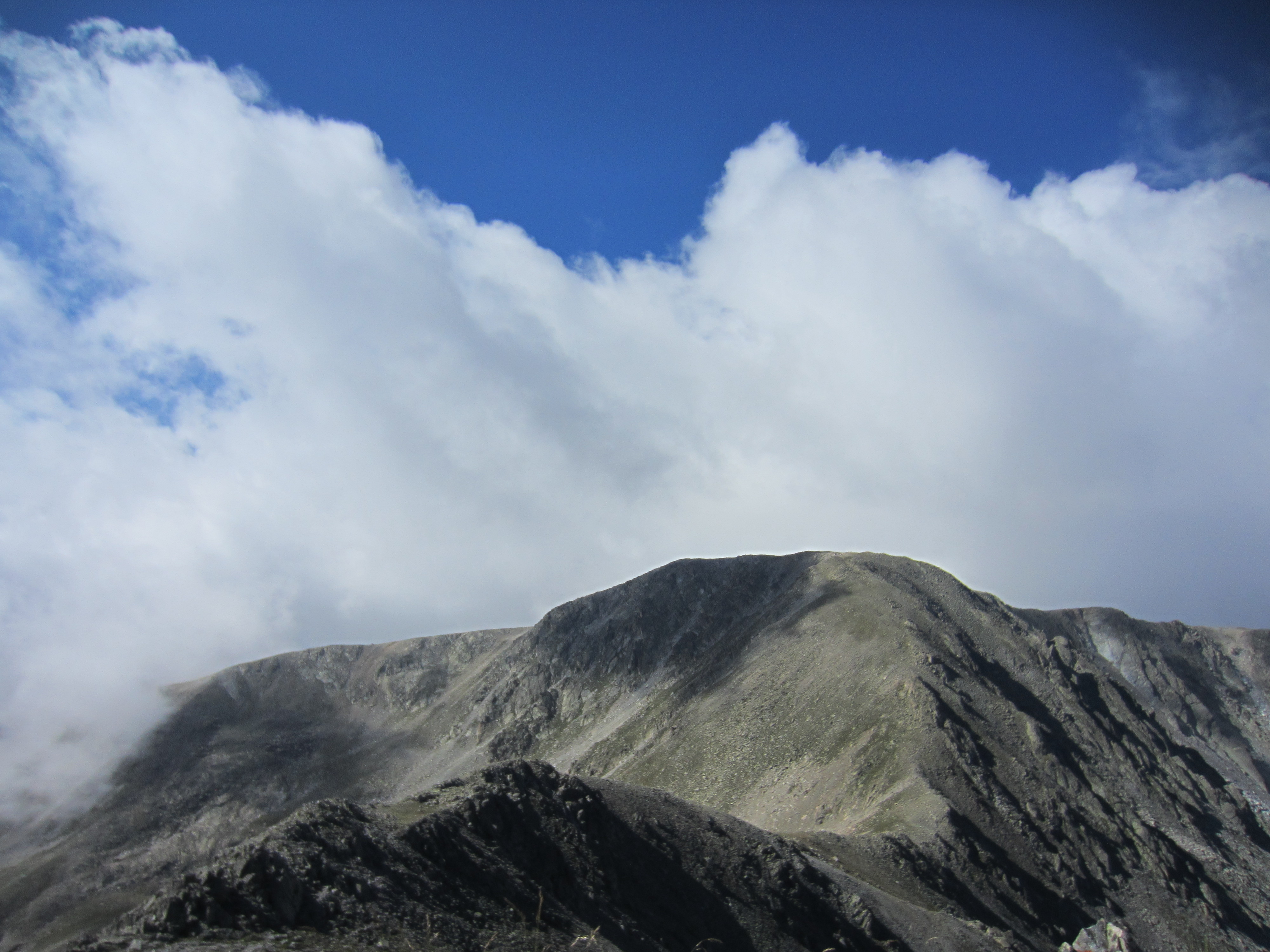
Pico de la Portelleta o Tossa Plana de Lles desde la Tosseta de Vallcivera

El Pico de la Portelleta o Tossa Plana de Lles es una montaña de 2916 metros o 2905 metros, punto más alto de la Baja Cerdaña, y segunda cumbre más alta de toda la Cerdaña después del Carlit, fronterizo con Andorra, concretamente con la parroquia de Escaldas-Engordany. Es una de las cinco únicas cumbres de Andorra que superan los 2900 metros de altitud. 
Las duplicidades toponímicas son habituales a los macizos de una cierta envergadura, con vertientes geográficamente muy diferenciados. Es el caso de la Tossa Plana de Lles, denominada así en la Cerdaña, que recibe el nombre de Pico de la Portelleta por la vertiente andorrana.
En días claros se pueden apreciar la Maladeta, la Pica d'Estats y la mayor parte de los relieves del Pallars y de Andorra, e incluso los del Conflent y el Canigó.